# Herennius Senecio
Herennius Senecio (1. század) római író

## Élete
Életéről mindössze annyit tudunk, hogy szabad szellemben írta meg Helvidius Priscus életét, amiért Domitianus 93-ban kivégeztette. Tacitus és Ifjabb Plinius is említést tesz az esetről.